# Miss Indonesia
Miss Indonesia es un concurso de belleza nacional en Indonesia, organizado por MNC Group bajo la Organización Miss Indonesia, presidido por Liliana Tanoesoedibjo y patrocinado por Sariayu Martha Tilaar. La ganadora de Miss Indonesia representa al país en el certamen de Miss Mundo y participa en varias acciones sociales en cooperación con Yayasan Jalinan Kasih, MNC Peduli y el programa de la Organización Miss Mundo, Beauty with a Purpose.
La actual Miss Indonesia es Audrey Bianca Callista de la Región Capital Especial de Yakarta. Ella representará a Indonesia en Miss Mundo 2026.

## Historia

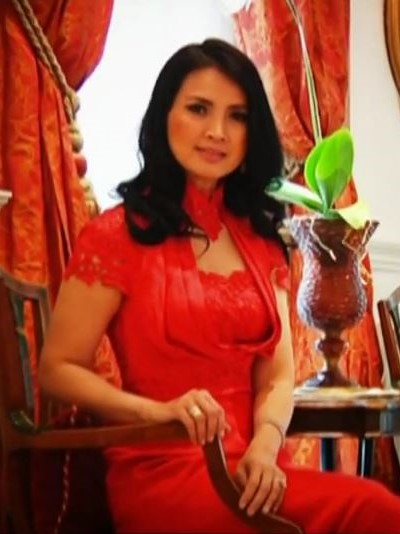
Liliana Tanaja Tanoesoedibjo, como presidenta y directora ejecutiva de MNC Group y la Organización Miss Indonesia.

La Organización Miss Indonesia junto con la Organización Puteri Indonesia cuenta con el amplio apoyo del Presidente y el Gabinete de la República de Indonesia. En 2019, Joko Widodo anunció a Miss Indonesia y Puteri Indonesia como Patrimonio Cultural Inmaterial Nacional de Indonesia, que transmite los valores de la cultura indonesia y la unión de la sociedad, para celebrar el papel de la mujer en la industria creativa, el medio ambiente, el turismo, la educación y la conciencia social. De acuerdo con eso, Angela Tanoesoedibjo, la hija mayor del magnate de los medios MNC Group, Hary Tanoesoedibjo, y la presidenta y directora ejecutiva de Miss Indonesia, Liliana Tanaja Tanoesoedibjo, elegida como viceministra de turismo y economía creativa de la República de Indonesia por el presidente de Indonesia, Joko Widodo en el Palacio Istana Negara en Yakarta Central.

## Ganadoras
| Año  | Miss Indonesia            | Provincia                              | Ref.   |
| ---- | ------------------------- | -------------------------------------- | ------ |
| 2005 | Imelda Fransisca          | Java Occidental                        | [ 4 ]  |
| 2006 | Kristania Virginia Besouw | Célebes Septentrional                  | [ 5 ]  |
| 2007 | Kamidia Radisti           | Java Occidental                        | [ 6 ]  |
| 2008 | Sandra Angelia            | Java Oriental                          | [ 7 ]  |
| 2009 | Kerenina Sunny Halim      | RCE Yakarta                            | [ 8 ]  |
| 2010 | Asyifa Latief             | Java Occidental                        | [ 9 ]  |
| 2011 | Astrid Yunadi             | Java Oriental                          | [ 10 ] |
| 2012 | Ines Putri                | Bali                                   | [ 11 ] |
| 2013 | Vania Larissa             | Borneo Occidental                      | [ 12 ] |
| 2014 | Maria Rahajeng            | Célebes Occidental                     | [ 13 ] |
| 2015 | Maria Harfanti            | RE Yogyakarta                          | [ 14 ] |
| 2016 | Natasha Mannuela Halim    | Bangka-Belitung                        | [ 15 ] |
| 2017 | Achintya Holte Nilsen     | Islas menores de la Sonda occidentales | [ 16 ] |
| 2018 | Alya Nurshabrina          | Java Occidental                        | [ 17 ] |
| 2019 | Princess Megonondo        | Jambi                                  | [ 18 ] |
| 2020 | Pricilia Carla Yules      | Célebes Meridional                     | [ 19 ] |
| 2022 | Audrey Vanessa Susilo     | Célebes Septentrional                  | [ 20 ] |
| 2024 | Monica Kezia Sembiring    | Sumatra Septentrional                  | [ 21 ] |
| 2025 | Audrey Bianca Callista    | RCE Yakarta                            | [ 22 ] |

### Finalistas
| Año  | 1.ª finalista                                    | 2.ª finalista                                               | 3.ª finalista                                       | Finalistas, en orden del 4 al 6 |
| ---- | ------------------------------------------------ | ----------------------------------------------------------- | --------------------------------------------------- | --- |
| 2005 | Joice Triatman (Java Central)                    | Kiki Agustina (Provincia de Sumatra Meridional)             | No otorgado desde 2005 hasta 2015                   | No otorgado desde 2005 hasta 2015 |
| 2006 | Putu Yunita Oktarini (Bali)                      | Josephine Amelia Widagdo (Java Central)                     | No otorgado desde 2005 hasta 2015                   | No otorgado desde 2005 hasta 2015 |
| 2007 | Verna Gladies Merry Inkiriwang (Célebes Central) | I Gusti Ayu Agung Ary Kusumawardhani (Bali)                 | No otorgado desde 2005 hasta 2015                   | No otorgado desde 2005 hasta 2015 |
| 2008 | Kartika Indah Pelapory (Molucas)                 | Priscilla Yvonne Supit (Célebes Septentrional)              | No otorgado desde 2005 hasta 2015                   | No otorgado desde 2005 hasta 2015 |
| 2009 | Melati Putri Kusuma Dewi (Célebes Occidental)    | Lia Angela Laksono (Bali)                                   | No otorgado desde 2005 hasta 2015                   | No otorgado desde 2005 hasta 2015 |
| 2010 | Clarashinta Arumdani (RE Yogyakarta)             | Kartika Kusumaningtyas (Java Oriental)                      | No otorgado desde 2005 hasta 2015                   | No otorgado desde 2005 hasta 2015 |
| 2011 | Amanda Roberta Zevannya (Papúa Occidental)       | Nadya Siddiqa (Bantén)                                      | No otorgado desde 2005 hasta 2015                   | No otorgado desde 2005 hasta 2015 |
| 2012 | Ovi Dian Aryani Putri (Java Oriental)            | Jennifer Sumia (RCE Yakarta)                                | No otorgado desde 2005 hasta 2015                   | No otorgado desde 2005 hasta 2015 |
| 2013 | Jovita Dwijayanti (Java Central)                 | Shinta Nur Safira Azzahra (Java Occidental)                 | No otorgado desde 2005 hasta 2015                   | No otorgado desde 2005 hasta 2015 |
| 2014 | Ellen Rachel Aragay (Papúa Occidental)           | Hanna Christiany Sugialam (Java Oriental)                   | No otorgado desde 2005 hasta 2015                   | No otorgado desde 2005 hasta 2015 |
| 2015 | Savina Wibowo (Sumatra Meridional)               | Yona Luvitalice Miagan (Papúa)                              | No otorgado desde 2005 hasta 2015                   | No otorgado desde 2005 hasta 2015 |
| 2016 | Editha Aldillasari Rodianto (Bengkulu)           | Dian Bernika Ayuningtyas Silalahi (Sumatra Septentrional)   | Kidung Paramadita (Lampung)                         | Nabilla Astrid Novianthy (Islas Riau)                                                                                                 |
| 2017 | Astrini Putri (Bengkulu)                         | Ivhanrel Eltrisna Sumerah (Célebes Septentrional)           | Dinda Ayu Saraswati (Java Central)                  | Anja Litani Ariella (RE Yogyakarta)                                                                                                   |
| 2018 | Narda Virelia (Sumatra Occidental)               | Nadya Astrella Juliana (Java Central)                       | Harini Merly Betrix Sondakh (Célebes Septentrional) | Raudha Kasmir (Aceh) |
| 2019 | Elisa Jonathan (Bantén)                          | Sharon Margriet Sumolang (Célebes Septentrional)            | Tamara Dewi Gondo (Java Oriental)                   | Magdalena Rosari Ndona (Islas menores de la Sonda orientales) Yolanda Lucia Tuasela (Molucas) Vebbiantri Hananto (Célebes Occidental) |
| 2020 | Christella Fenisianti (Bangka-Belitung)          | Nadia Riwu Kaho (Islas menores de la Sonda orientales)      | Larissa Amelinda Soerayana (Jambi)                  | Salma Effendi (Sumatra Septentrional)                                                                                                 |
| 2022 | Ida Ayu Laksmi Anjali (Bali)                     | Alyssandra Yemima Gabe Winyoto (Provincia de Java Oriental) | Angelina Aqila Suryadi (Borneo Occidental)          | Naomy Angelica Sembiring (Islas Riau)                                                                                                 |
| 2024 | Clarita Cahya Adity (RE Yogyakarta)              | Anna Sakurai Dananjaya (Bali)                               | Priyanka Puteri Ariffia (RCE Yakarta)               | Arindina Aulia Taim (Aceh) |
| 2025 | Zefanya Sharon Iswanto (Java Oriental)           | Cyndi Patricia Figo (Sumatra Septentrional)                 | Anggia Rosvina Putri (Bengkulu)                     | Nyoman Putri Vidya Paramanda (Bali)                                                                                                   |

## Representación internacional
Colores clave
     : Declarada como ganadora
     : Terminó como finalista
     : Terminó como una de las semifinalistas o cuartofinalistas
     : Terminó como ganadora de premios especiales
| Año  | Provincia                              | Miss Indonesia                      | Concurso internacional | Posición          | Premios especiales |
| ---- | -------------------------------------- | ----------------------------------- | ---------------------- | ----------------- | --- |
| 2005 | Java Occidental                        | Imelda Fransisca                    | Miss ASEAN 2005        | Primera finalista | - Miss Favorita |
| 2006 | Célebes Septentrional                  | Kristania Virginia Besouw           | Miss Mundo 2006        | No clasificó      | - Deportes (Top 24) |
| 2007 | Java Occidental                        | Kamidia Radisti                     | Miss Mundo 2007        | No clasificó      | - Belleza con propósito (Top 5) - Talento (Top 18) |
| 2008 | Java Oriental                          | Sandra Angelia                      | Miss Mundo 2008        | No clasificó      | - Talento (Top 19) |
| 2009 | RCE Yakarta                            | Kerenina Sunny Halim                | Miss Mundo 2009        | No clasificó      | - Belleza playera (Top 12) - Talento (Top 19) |
| 2010 | Java Occidental                        | Asyifa Latief                       | Miss Mundo 2010        | No clasificó      | - Talento (Top 15) |
| 2011 | Java Oriental                          | Astrid Yunadi                       | Miss Mundo 2011        | Top 15            | - Belleza con propósito - Talento (Top 11) |
| 2012 | Bali                                   | Ines Putri                          | Miss Mundo 2012        | Top 15            | - Belleza con propósito (3.ª finalista) - Belleza playera (Top 40) - Top Model (Top 56)                                                                            |
| 2013 | Borneo Occidental                      | Vania Larissa                       | Miss Mundo 2013        | Top 10            | - Talento - Belleza playera (Top 11) |
| 2014 | Célebes Occidental                     | Maria Asteria Sastrayu Rahajeng     | Miss Mundo 2014        | Top 25            | - Belleza con propósito - Talento (Top 10) |
| 2015 | RE Yogyakarta                          | Maria Harfanti                      | Miss Mundo 2015        | Segunda finalista | - Reina Continental de Belleza (Asia y Oceanía) - Belleza con propósito - Talento (Top 13) - World Fashion Designer (Top 10)                                       |
| 2016 | Bangka-Belitung                        | Natasha Mannuela Halim              | Miss Mundo 2016        | Segunda finalista | - Reina Continental de Belleza (Asia y Oceanía) - Belleza con propósito - Top Model (1.ª finalista) - Multimedia (Top 3)                                           |
| 2017 | Islas menores de la Sonda occidentales | Achintya Holte Nilsen               | Miss Mundo 2017        | Top 10            | - Reina Continental de Belleza (Asia y Oceanía) - Belleza con propósito - Mejor vestido de diseñador - Multimedia (Top 10) - Talento (Top 20) - Top Model (Top 30) |
| 2018 | Java Occidental                        | Alya Nurshabrina                    | Miss Mundo 2018        | Top 30            | - Belleza con propósito (1.ª finalista) - Multimedia (Top 5) - Talento (Top 18) - Finalista de Danzas del Mundo                                                    |
| 2019 | Jambi                                  | Princess Mikhaelia Audrey Megonondo | Miss Mundo 2019        | Top 40            | - Belleza con propósito (Top 10) - Top Model (Top 40) |
| 2020 | Célebes Meridional                     | Pricilia Carla Yules                | Miss Mundo 2021        | Top 6             | - Reina Continental de Belleza (Asia y Oceanía) - Talento (Top 27) - Head to Head (ronda 2) - Belleza con propósito (Top 28)                                       |
| 2022 | Célebes Septentrional                  | Audrey Vanessa Susilo               | Miss Mundo 2023        | Top 40            | - Head to Head (Top 25) - Belleza con propósito (Top 10) - Deportes (Top 32)                                                                                       |
| 2024 | Sumatra Septentrional                  | Monica Kezia Sembiring              | Miss Mundo 2025        | Top 40            | - Deportes (Top 32) - Belleza con propósito (ganadora) - Talento (ganadora)                                                                                        |

## Controversia
En los últimos años, ha habido críticas de que algunas participantes no provienen y ni siquiera han puesto un pie en el área que representan. Esto se debe a que las audiciones de Miss Indonesia generalmente se llevan a cabo solo en las principales ciudades, por lo que no todas las regiones pueden estar representadas. Las participantes potenciales pueden tener una banda de una provincia en particular, aunque no tengan conexión con esa provincia.

## Miss Mundo Indonesia antes de 2006
| Año  | Miss Mundo Indonesia | Provincia          | Título nacional                        | Posición en Miss Mundo |
| ---- | -------------------- | ------------------ | -------------------------------------- | ---------------------- |
| 2005 | Lindi Cistia Prabha  | RE Yogyakarta      | 1.ª finalista de Puteri Indonesia 2005 | No clasificó           |
| 1983 | Titi Dwi Jayati      | RCE Yakarta        | Elección cerrada                       | No clasificó           |
| 1982 | Andi Botenri         | Célebes Meridional | Elección cerrada                       | No clasificó           |

## Galería de ganadoras

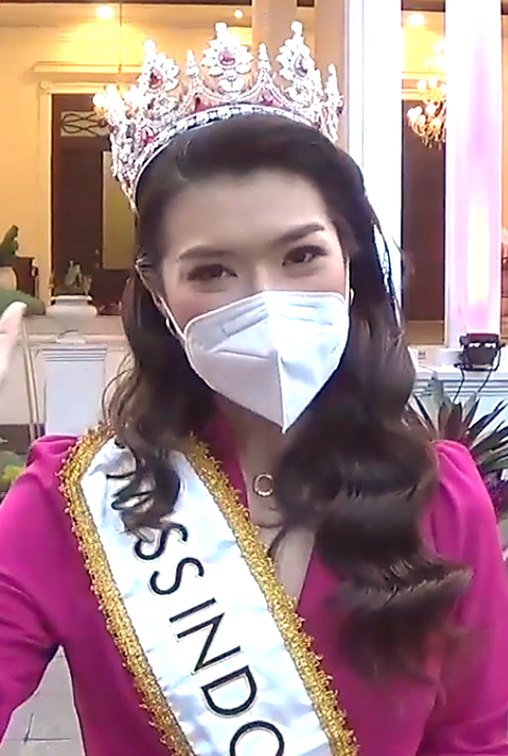
Miss Indonesia 2020-2021 Pricilia Carla Yules, de Célebes Meridional
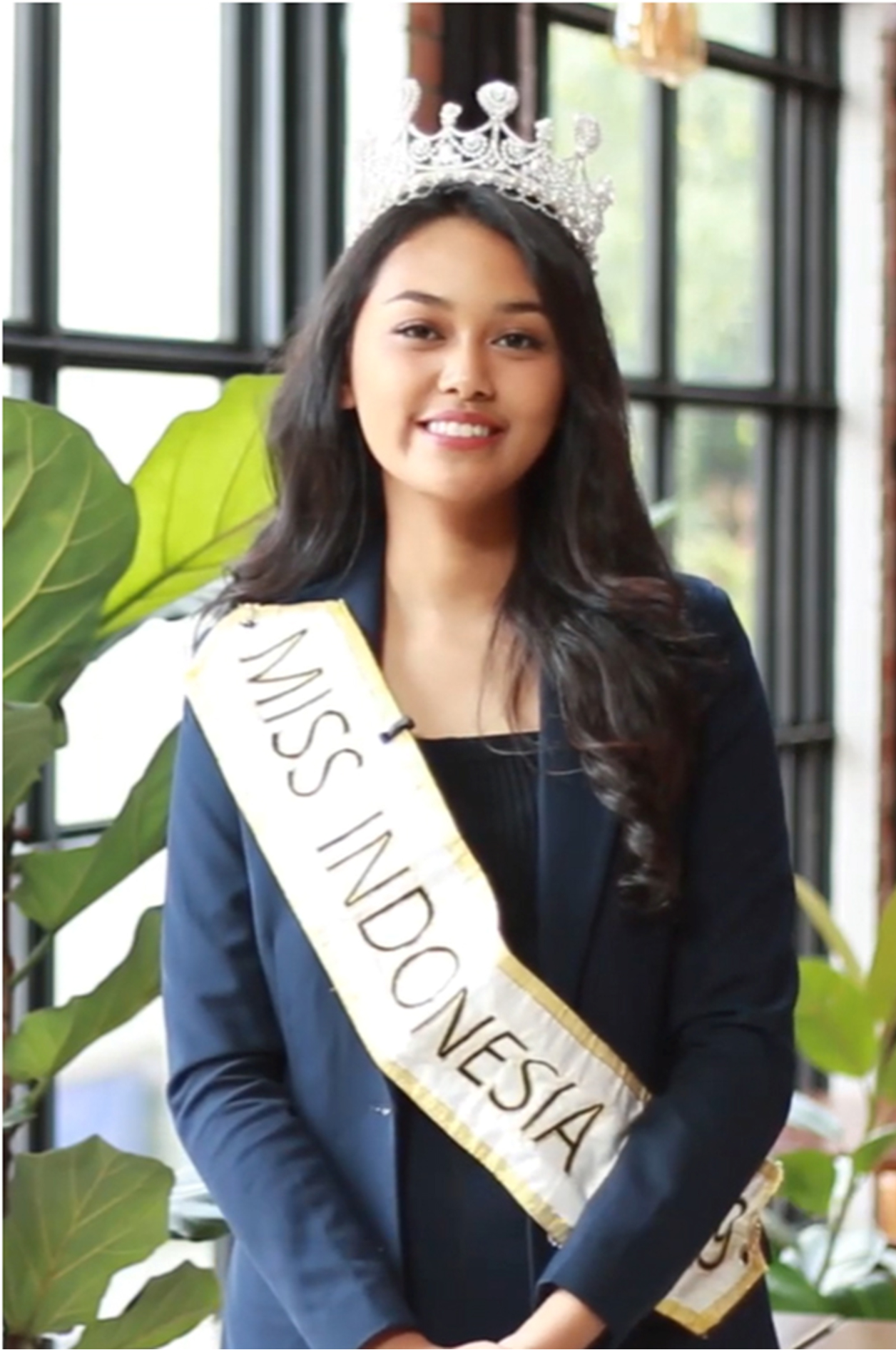
Miss Indonesia 2019 Princess Mikhaelia Audrey Megonondo, de Jambi
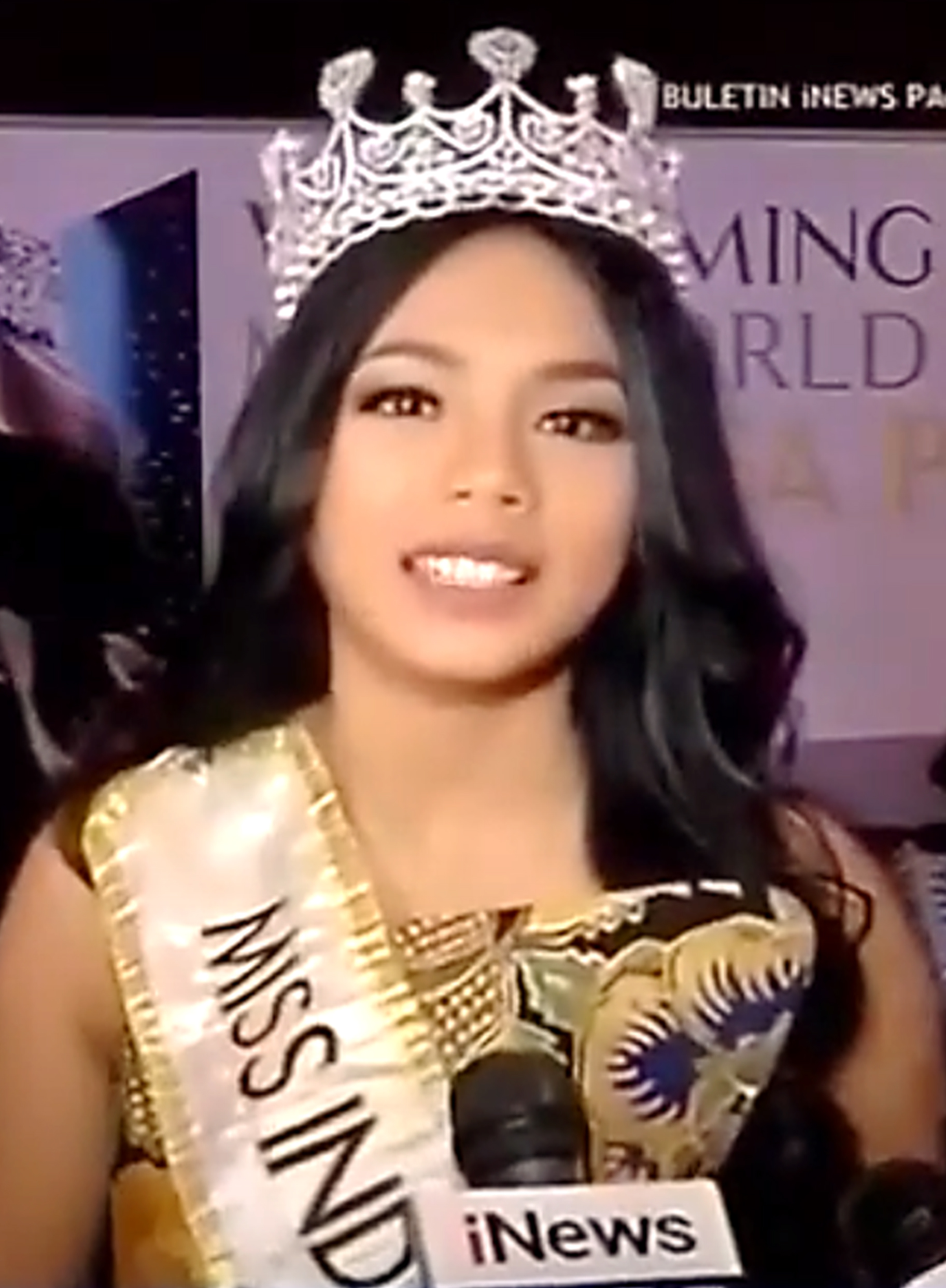
Miss Indonesia 2018 Alya Nurshabrina Samadikun, de Java Occidental
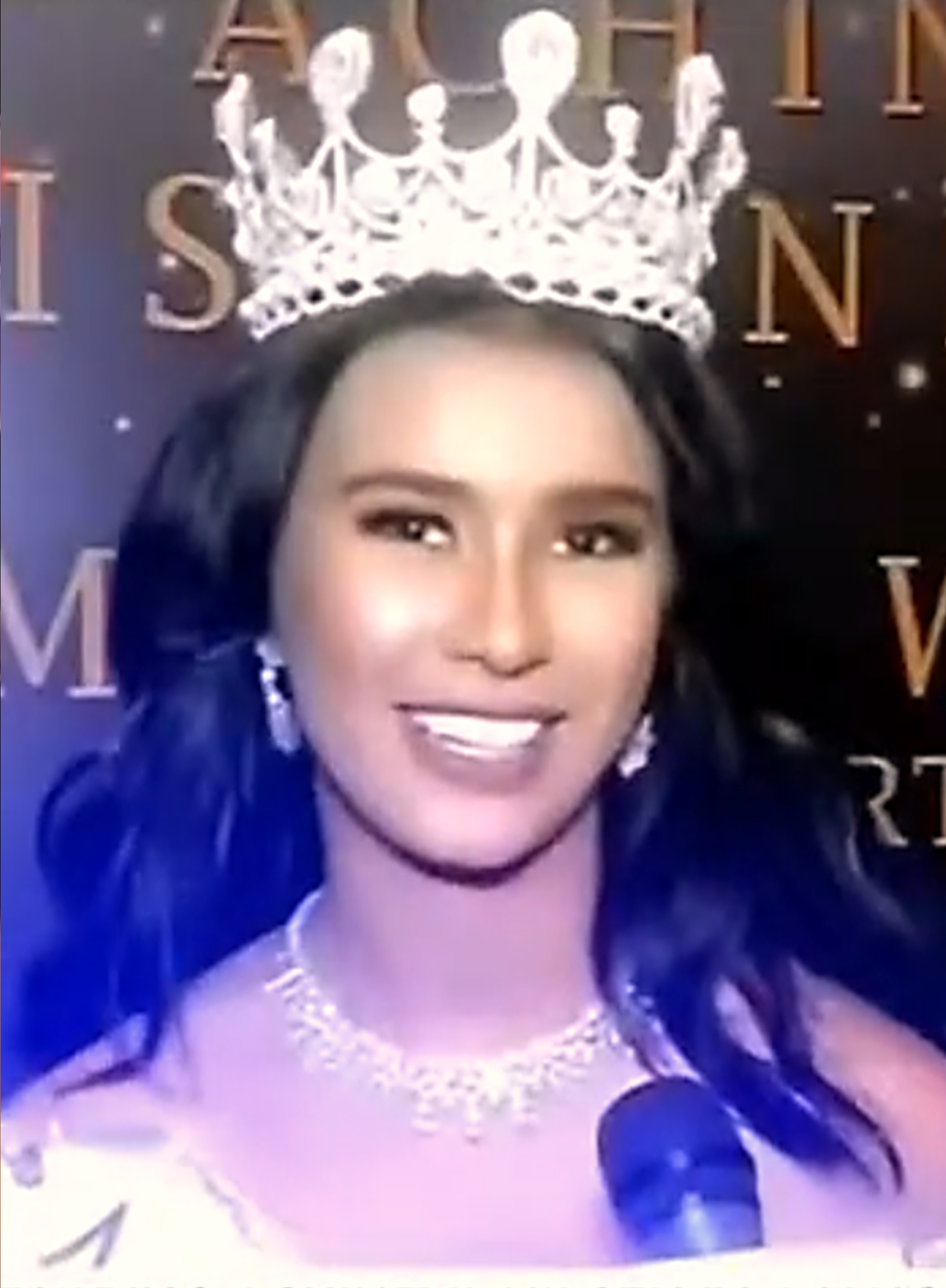
Miss Indonesia 2017 Achintya Holte Nilsen, de Islas menores de la Sonda occidentales
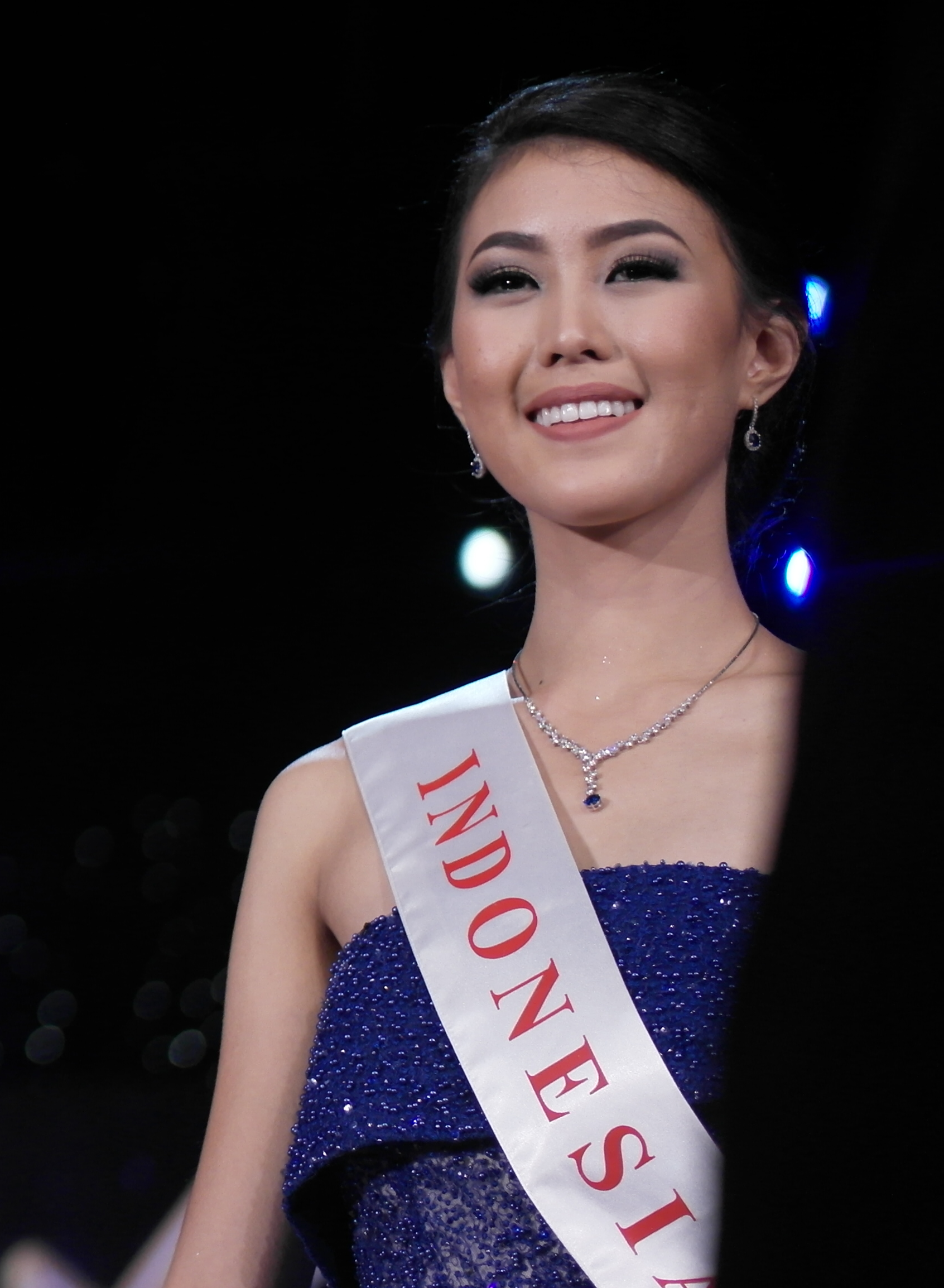
Miss Indonesia 2016 Natasha Mannuela Halim, de Bangka-Belitung
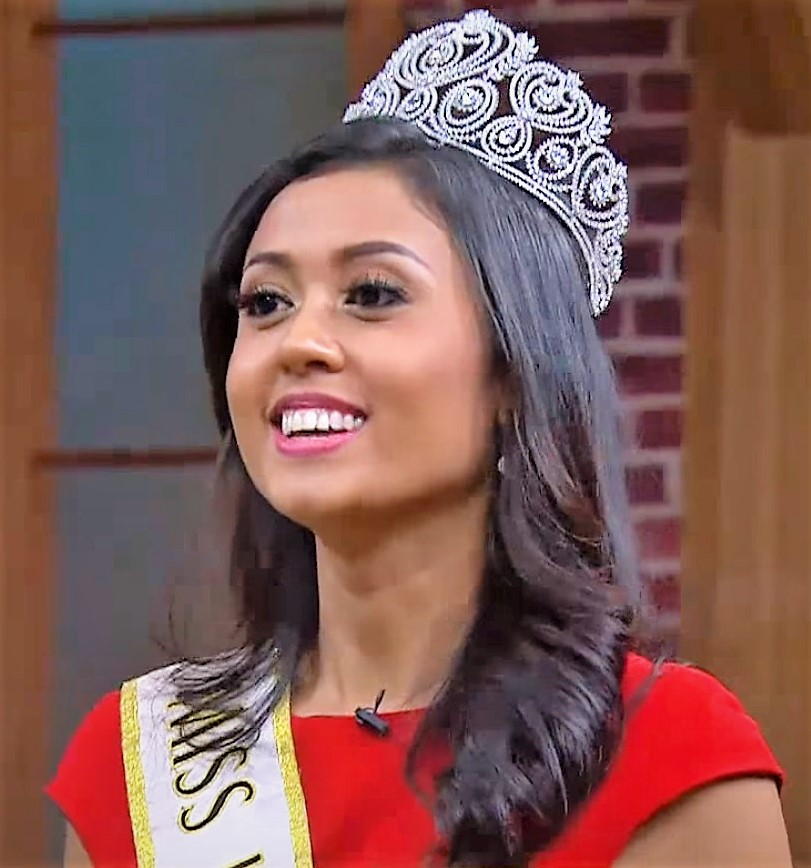
Miss Indonesia 2015 Maria Harfanti, de RE Yogyakarta
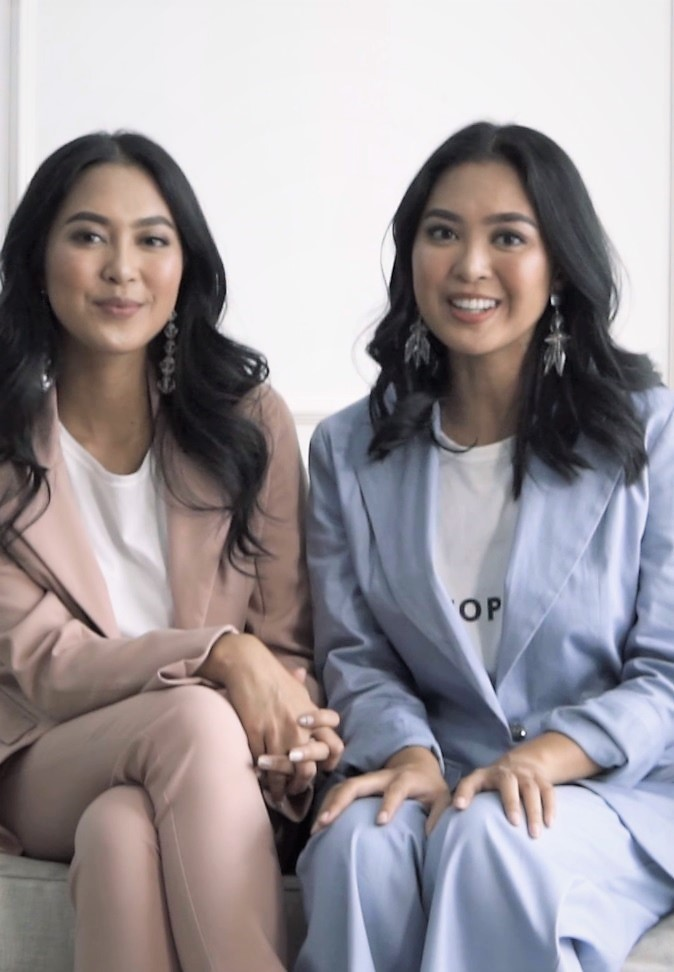
Miss Indonesia 2014 Maria Asteria Sastrayu Rahajeng, de Célebes Occidental
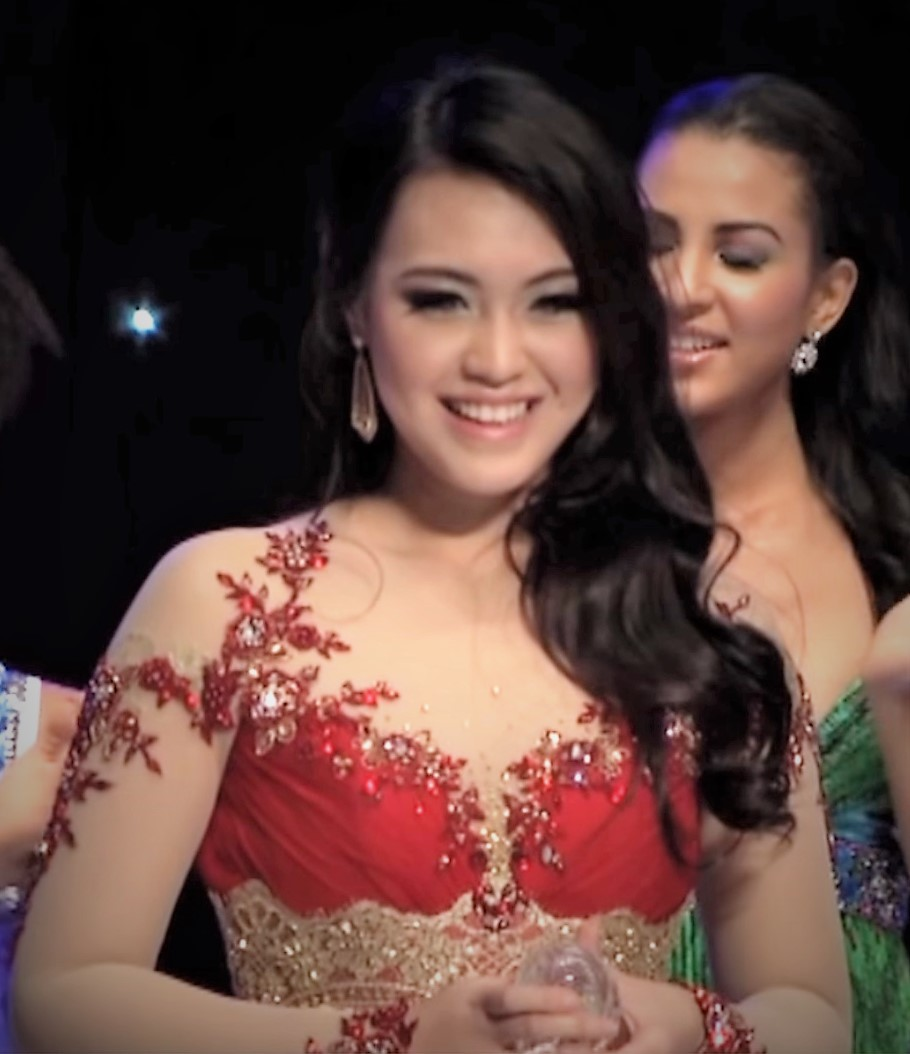
Miss Indonesia 2013 Vania Larissa Tan, de Borneo Occidental
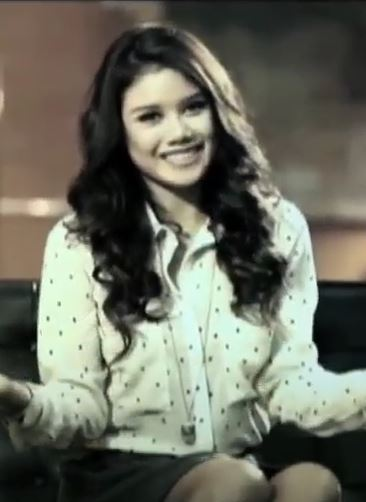
Miss Indonesia 2012 Ines Putri Tjiptadi Chandra, de Bali
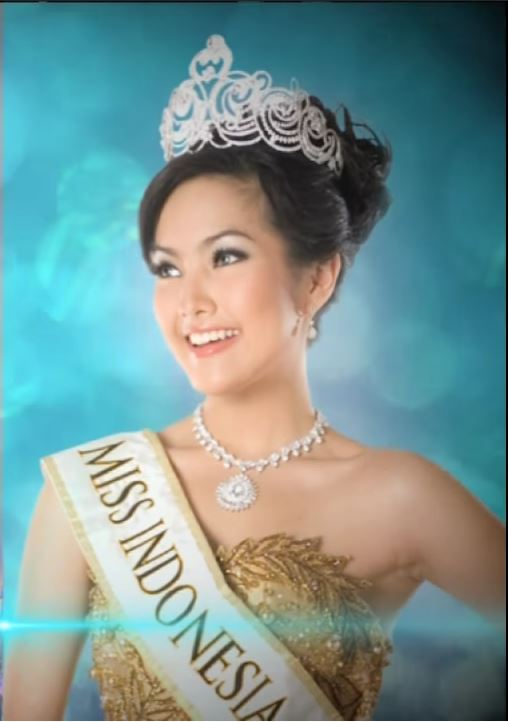
Miss Indonesia 2011 Astrid Ellena Indriana Yunadi, de Java Oriental
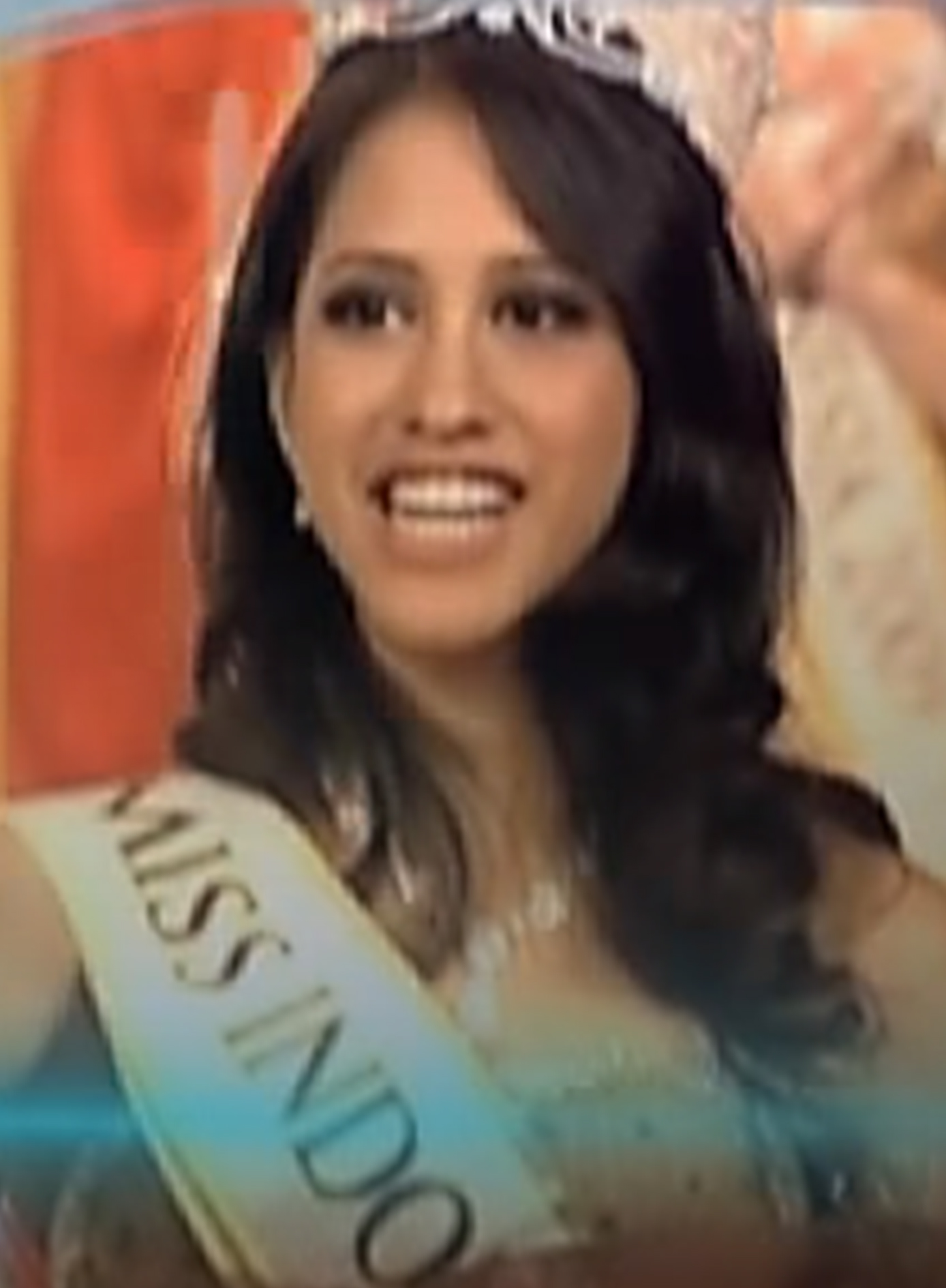
Miss Indonesia 2010 Asyifa Syafiningdyah Putrambami Latief, de Java Occidental
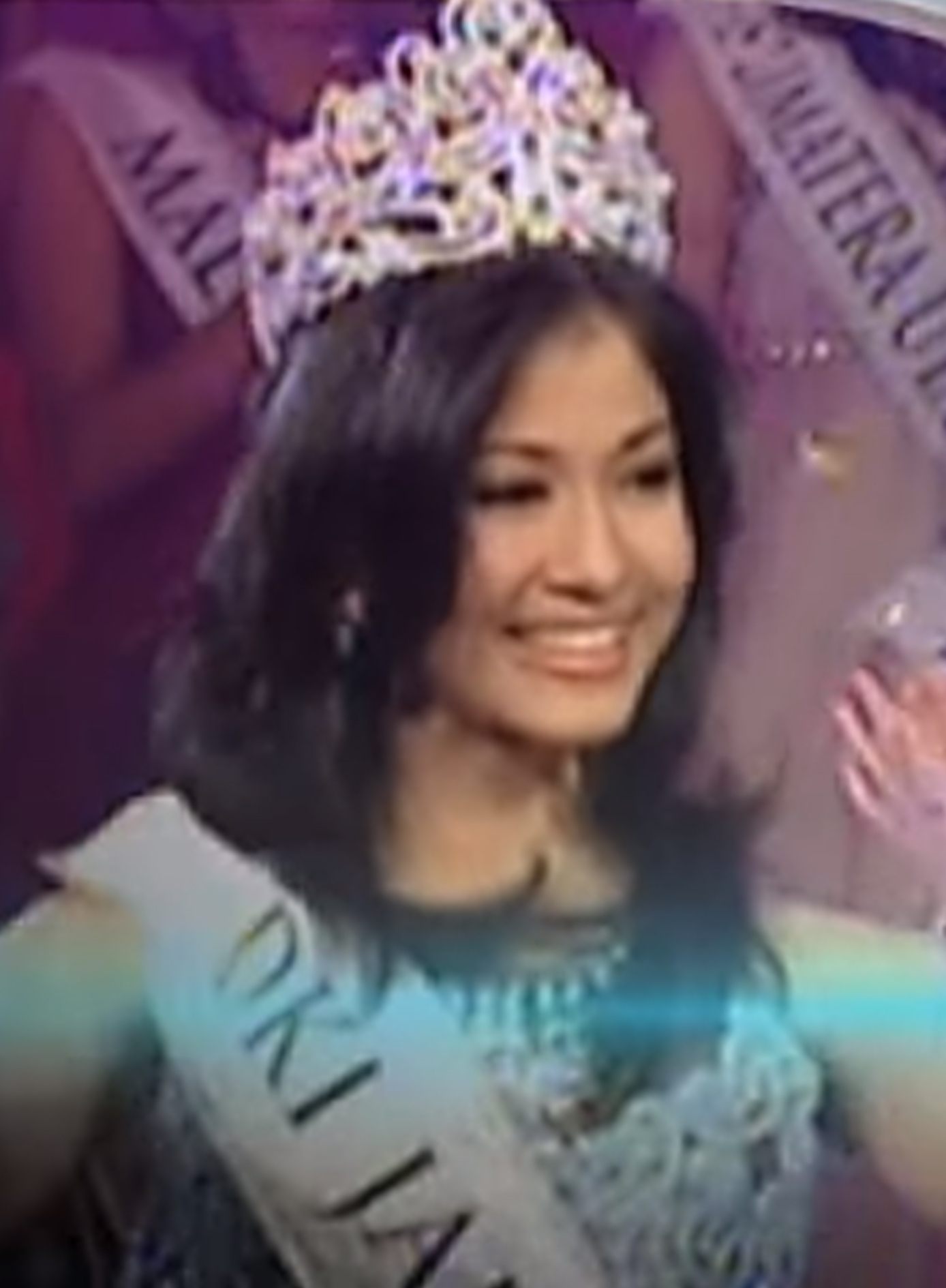
Miss Indonesia 2009 Kerenina Sunny Halim, de RCE Yakarta
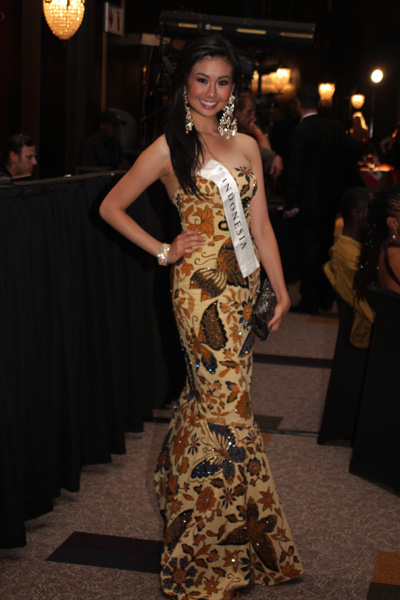
Miss Indonesia 2008 Sandra Angelia Hadisiswantoro, de Java Oriental
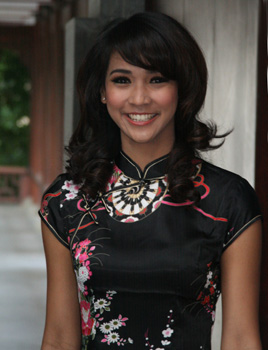
Miss Indonesia 2007 Kamidia Radisti, de Java Occidental
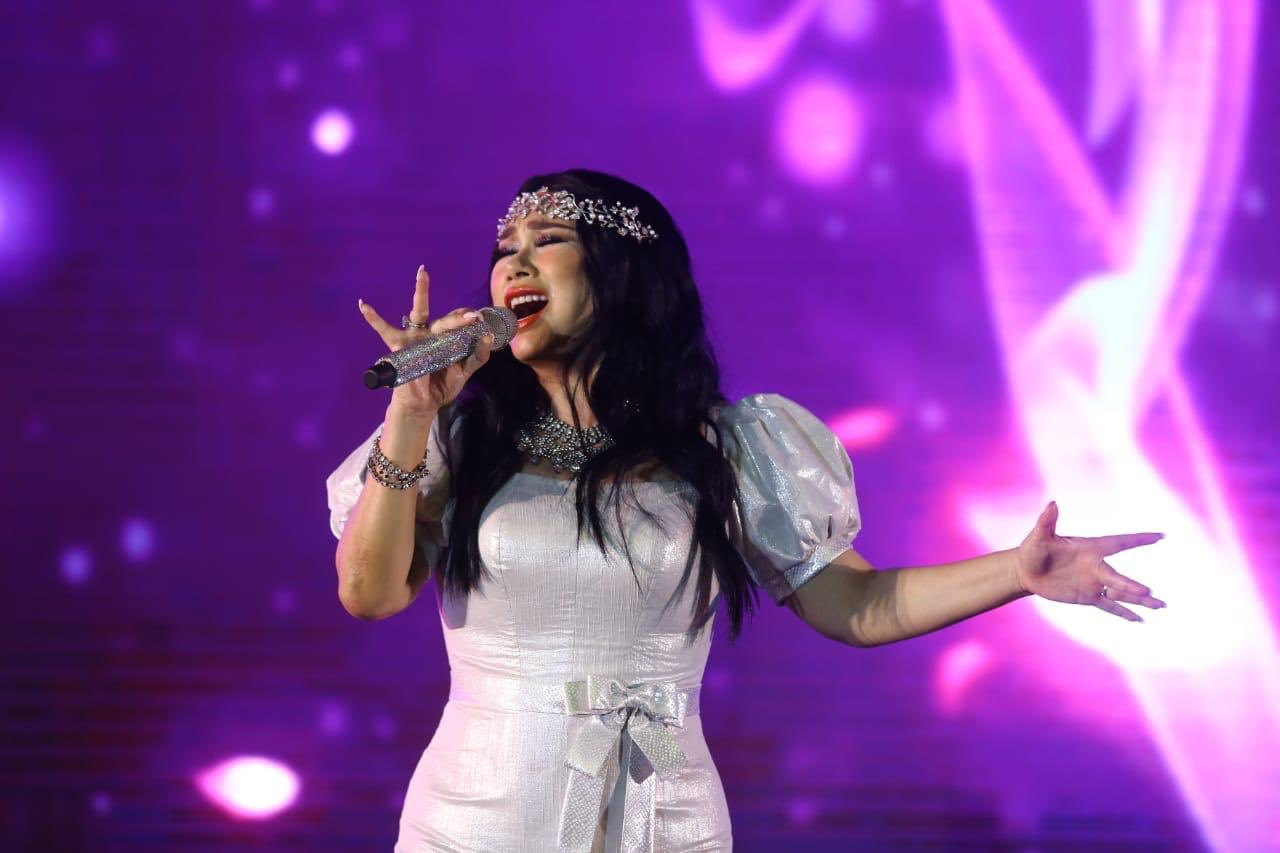
Miss Indonesia 1983 Titi Dwi Jayati, de Yakarta